# CMA CGM Vasco de Gama
Le CMA CGM Vasco de Gama est un navire porte-conteneurs de la compagnie française CMA CGM, portant le nom du navigateur portugais Vasco de Gama, affecté à la French Asia Line
 (FAL 1), route maritime reliant la Chine au nord-ouest de l'Europe. Il fait partie des plus grands porte-conteneurs du monde avec 17 859 EVP
.
Construit par Shanghai Jiangnan Changxing Heavy Industry (SCH)
, une filiale
 de China State Shipbuilding Corporation (CSSC)
, et livré en juillet 2015, il devient le plus grand porte-conteneurs construit en Chine
. Suivi du CMA CGM Zheng He en septembre 2015
, puis par le CMA CGM Benjamin Franklin en novembre
, il est le premier d'une série de trois navires construits par SCH, les plus grands affrétés par CMA CGM. Financés par un crédit-bail, ils sont la propriété de CSSC Shipping, autre filiale de CSSC.
Avec les trois autres géants de 17 722 EVP, construits eux par Samsung Heavy Industries en Corée, et possédés en propre par la CMA CGM
, il fait partie d'une série de six 18 000 EVP rejoignant la flotte de CMA CGM en 2015 pour être affectés à la FAL 1.  
À la suite du Brexit, il navigue sous pavillon de Malte. 

## Porte-conteneurs de18 000EVPde la CMA CGM

### Navires de17 722EVP
Fabriqués en Corée, longueur 398 m:
- CMA CGM Kerguelen
- CMA CGM Georg Forster
- CMA CGM Bougainville

### Navires de17 859EVP
Fabriqués en Chine, longueur 399,2 m:
- CMA CGM Vasco de Gama
- CMA CGM Zheng He, nommé en l'honneur de l'explorateur chinois Zheng He
- CMA CGM Benjamin Franklin, qui portera le nom de Benjamin Franklin